# Basilika St. Therese vom Kinde Jesus (Kairo)

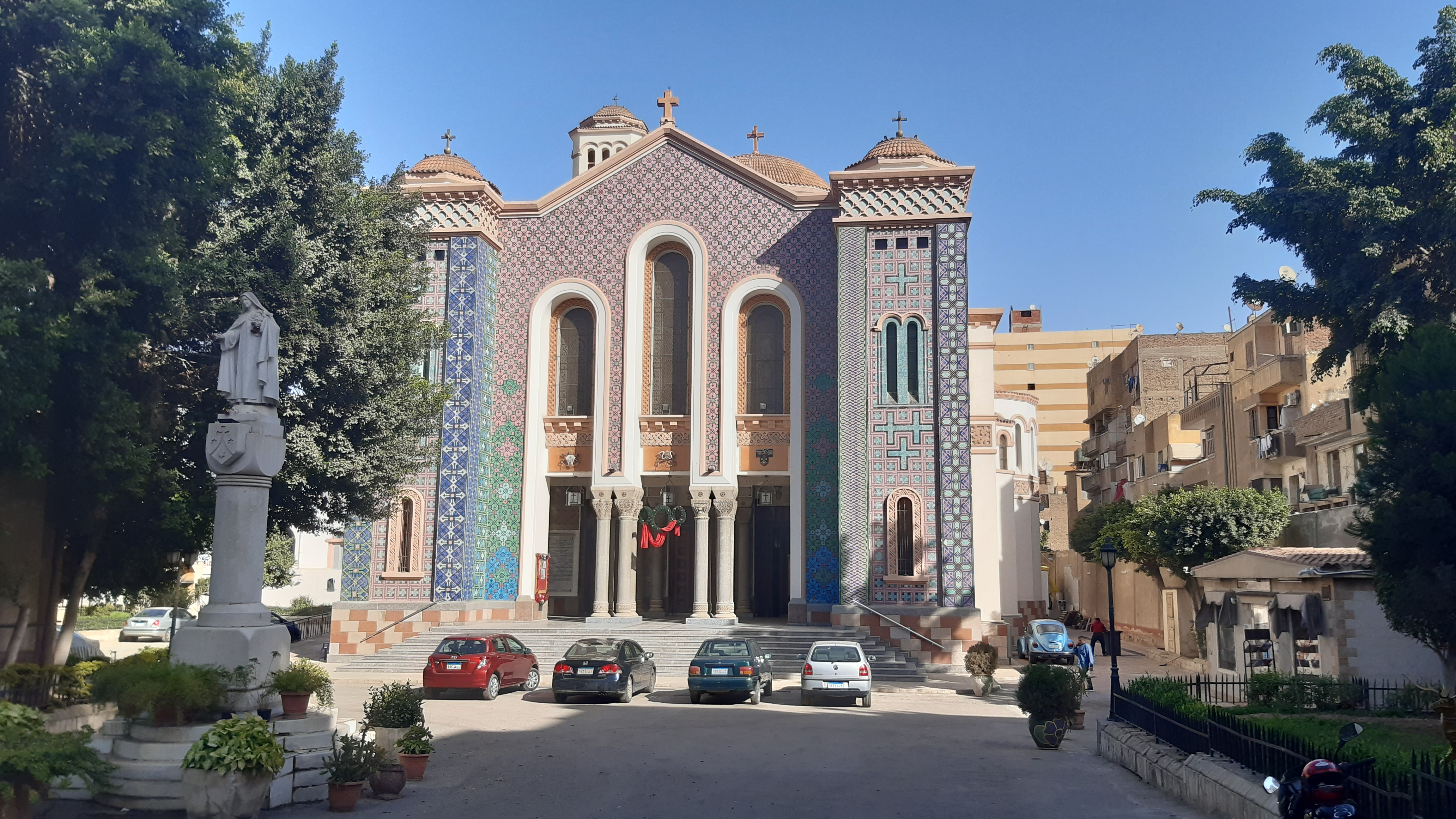
Basilika St. Therese vom Kinde Jesus

Die Basilika St. Therese vom Kinde Jesus ist eine römisch-katholische Kirche im Kairoer Stadtdistrikt Shubra in Ägypten. 1921 ließen sich dort Karmeliten nieder und widmeten ihre Kapelle der heiligen Therese von Lisieux. Der ansteigende Zustrom von Besuchern und Verehrern führte zum Entschluss, eine große Kirche zu bauen. Der Grundstein wurde 1931 gelegt, das Bauprojekt 1932 abgeschlossen. Die Kirche untersteht seitdem dem Apostolischen Vikariat Alexandria. Am 8. Juli 1972 wurde sie zur Basilica minor erhoben.
Die heilige Therese wird in Kairo von Katholiken und Kopten und auch von vielen Muslimen, vor allem Frauen, besucht und verehrt. Hunderte von Votivtafeln, die an den Wänden der Krypta angebracht sind, legen davon Zeugnis ab.
Die Metrostation der Linie 2 bei der Basilika heißt Santa Teresa (سانتا تريزا).
Die Karmeliten betreiben in Ägypten zwei Krankenhäuser, eins in Alexandria und eins bei der Theresienbasilika in Kairo. Hier leisten 90 Mitarbeiter und 70 Ärzte etwa 10.000 Konsultationen und 500–600 chirurgische Eingriffe im Monat. Die Leute bezahlen dafür, soviel sie können. Die medizinischen Geräte kommen aus Frankreich, Deutschland, Italien und Spanien.